# Маринци (Бузет)
Маринци (итал. Marinzi) је насељено место у Истарској жупанији, Република Хрватска. Административно је у саставу Града Бузета.

## Становништво
Према задњем попису становништва из 2001. године у насељу Маринци живео је 66 становник који су живели у 18 породичних домаћинстава.
Кретање броја становника по пописима 1857—2001.
| година пописа  | 1857. | 1869. | 1880. | 1890. | 1900. | 1910. | 1921. | 1931. | 1948. | 1953. | 1961. | 1971. | 1981. | 1991. | 2001. |
| бр. становника | 0     | 0     | 63    | 67    | 74    | 82    | 0     | 0     | 81    | 93    | 79    | 71    | 54    | 57    | 66    |

У 1857., 1869., 1921. и 1931. подаци су садржани у насељу Подкук. Од 1880. до 1910. исказано као део насеља.